# Pete Wentz
Peter Lewis Kingston «Pete» Wentz III (Chicago, Illinois; 5 de junio de 1979) es un músico estadounidense conocido por ser el bajista y letrista principal de la banda estadounidense Fall Out Boy. Cuando Fall Out Boy anunció su hiato temporal en 2009, Wentz formó el grupo de electropop/dubstep experimental llamado Black Cards. Es dueño del sello discográfico Decaydance Records, que tiene firmadas a bandas como Panic! at the Disco y Gym Class Heroes.
También se ha aventurado en proyectos no musicales, incluyendo la escritura, la actuación y la moda. En 2005 fundó una compañía de ropa llamada Clandestine Industries. Asimismo, trabajó como presentador del reality show estadounidense Best Ink y dirige una productora de cine llamada Bartskull Films, así como un bar llamado Angels & Kings. Sus actividades filantrópicas incluyen colaboraciones con Invisible Children, Inc. y Tap Project de UNICEF, un proyecto de recaudación de fondos que ayuda a llevar agua potable a las personas en todo el mundo.

## Infancia
Nació en Willmette (Illinois), un suburbio de Chicago. Asistió a New Trier High School y North Shore Country Day School donde participaba en torneos de fútbol. Tras graduarse de la secundaria en 1997, asistió a la Universidad DePaul, en la que estudiaba Ciencias Políticas, pero se retiró un semestre antes de graduarse para dedicarse por completo a la música. Es el mayor de tres hermanos.

## Carrera
Estuvo envuelto primeramente en la escena hardcore punk de Chicago, hasta el punto de formar parte de algunas bandas a finales de los años 1990. Entre ellas están First Born y Arma Angelus, donde era el vocalista (junto a Tim McIlrath, de Rise Against), y que se desintegró en 2004. También formó parte de Yellow Road Priest, Racetraitor y otras bandas relativamente desconocidas. Posteriormente, pasó a formar parte de Fall Out Boy, de la cual forman parte además Patrick Stump, Andrew Hurley y Joe Trohman. En 2002, Fall Out Boy lanzó un EP llamado Fall Out Boy/Project Rocket Split EP: poco después, en 2003, la banda sacó Fall Out Boy's Evening Out With Your Girlfriend con Uprising Records. El álbum fue digitalmente arreglado luego del segundo álbum de estudio que lanzó Fall Out Boy, Take This to Your Grave.
En 2005, la banda publicó From Under The Cork Tree, álbum que se posicionó en el noveno puesto de la lista Billboard 200. Wentz escribió el primer sencillo «Sugar, We're Going Down», que se colocó en el octavo puesto del Billboard Hot 100. En febrero de 2007 lanzaron su cuarto álbum, Infinity On High. El sencillo «This Ain't a Scene, It's an Arms Race» estuvo posicionado en el número dos del Billboard Hot 100. 
El 1 de abril de 2008 se lanzó el disco titulado Live on Phoenix, que incluye una recopilación de varios de sus éxitos en vivo, además del sencillo «Beat It», con la colaboración de John Mayer. Luego, el 16 de diciembre de ese año, salió el quinto álbum de la agrupación, Folie à Deux. Al principio habían planteado lanzarlo el 4 de noviembre de 2008, coincidiendo así con el día de las elecciones presidenciales de Estados Unidos, pero más tarde fue pospuesto. Para promocionarlo lanzaron los sencillos «I Don't Care», «Headfirst Slide Into Cooperstown on A Bad Bet», «America's Suitehearts» y «What a Catch, Donnie»
El 1 de julio de 2010, Pete anunció en su cuenta oficial de Twitter que formó una banda llamada Black Cards. Ahora sigue trabajando junto a Fall Out Boy, después del descanso indefinido que se tomaron en el año 2009. El 4 de febrero de 2013 regresaron al mundo de la música, después de su proyecto Black Cards al que se dedicó, después del descanso de la banda.

## Otros proyectos
Wentz escribió un libro titulado The Boy With the Thorn In His Side. El título hace referencia a una canción del álbum The Queen Is Dead de The Smiths. Tiene también otro libro titulado Rainy Day Kids, que se pensó saldría en febrero de 2006, pero ha sido pospuesto ya que al parecer, no está conforme con algunos materiales. Posee una compañía llamada Clandestine Industries, la cual distribuye libros, ropa y otros artículos. La marca de ropa, que comparte con DKNY, está apoyada por el vocalista de Gym Class Heroes y con Thalix la diseñadora de Paeedx. Además, es dueño de su propio sello, llamado Decaydance Records, que ha firmado contratos con varias bandas, incluyendo: Panic! at the Disco, Gym Class Heroes, The Hush Sound, Doug, Cobra Starship, Lifetime y The Cab. El logo de esta compañía es el tatuaje que Wentz tiene en su pelvis, el Batheart. También es propietario de una productora cinematográfica llamada Bartskull Films, cuyo lanzamiento principal fue el DVD Release the Bats, donde Wentz, sus compañeros de Fall Out Boy y otros amigos son los protagonistas.
En 2016 apareció en la serie Escuela de Rock interpretando a Colin Stuebner

## Vida personal
Wentz sufre de un trastorno bipolar. En febrero del 2005 intentó suicidarse tomando una sobredosis de Ativan, por lo que pasó una semana en el hospital. El intento de suicidio fue puesto en la canción «7 Minutes In Heaven (Atavan Halen)» del álbum From Under The Cork Tree. 
En marzo del 2006 se publicaron fotos suyas desnudo en internet al Oh No They Didn't. Pete dijo que fueron robadas de su T-Mobile Sidekick. Aunque al principio se sentía mal por ello, terminó riéndose y hasta hizo una parodia en el vídeo «This Ain't a Scene, It's an Arms Race» donde le hacen una sesión de fotos parecida a las fotos de los desnudos.
En marzo del 2007, en una entrevista con Blender (revista), dejó claro que había besado a otros hombres. En una ocasión, dijo que era gay de cintura para arriba. En mayo de 2007 se declara bisexual en la revista The Advocate, diciendo que se siente atraído sexualmente por hombres, pero que nunca ha tenido relaciones sexuales con ellos porque no le gustan los penes, ni siquiera el suyo. 
El 17 de mayo de 2008, Ashlee Simpson organizó el matrimonio en su casa de Encino (California), con una ceremonia aconfesional frente a unos 150 invitados, señaló la revista en su sitio en internet, citando a representantes de la pareja. Simpson y Wentz anunciaron su compromiso en abril y habían mantenido un romance desde el 2006. El jueves 20 de noviembre de 2008 nació su primer hijo, Bronx Mowgli Wentz.
En julio de 2008, Wentz apareció en la portada de la revista Out Magazine con la frase: «¡Sí! Soy un marica». En febrero del 2011, Ashlee Simpson pidió el divorcio tras tres años de matrimonio.

## Discografía
Con Fall Out Boy
- 2003: Take This to Your Grave
- 2005: From Under the Cork Tree
- 2007: Infinity on High
- 2008: Folie à Deux
- 2013: Save Rock and Roll
- 2015: American Beauty/American Psycho
- 2018: M A N I A
- 2023: So Much (For) Stardust

Con Arma Angelus
- 2001: Where Sleeplessness Is Rest from Nightmares